# Josef Herzum
Josef Herzum (ur. ok. 1830, zm. 28 lipca 1910 w Głogowie Małopolskim) – oficer lekarz cesarskiej i królewskiej Armii.

## Życiorys
Został oficerem lekarzem Armii Cesarstwa Austriackiego. Brał udział w kampanii włoskiej i pruskiej podczas wojny prusko-austriackiej. W 1869 został przeniesiony z Węgierskiego Pułku Piechoty Nr 60 do 13 Pułku Ułanów. Służbę pełnił do 1880. Pełnił funkcję lekarza miejskiego w Głogowie Małopolskim.
Został odznaczony Złotym Krzyżem Zasługi z Koroną oraz Medalem Wojennym.
Zmarł 28 lipca 1910 w Głogowie w wieku 80 lat i tam został pochowany.